# Callionima acuta
Callionima acuta (Rotschild & Jordan, 1910), è un lepidottero appartenente alla famiglia Sphingidae, diffuso in America Meridionale.

## Descrizione

### Adulto
Appare molto affine a C. parce, ma il colore di fondo è uniformemente più scuro.

L'ala anteriore ha tonalità bruno-nerastre, più scure e uniformi rispetto a C. parce, e mancano le lunule color bruno pallido dalla costa verso la cellula discale; mancano inoltre le strette linee dall'apice verso l'interno.

La pagina inferiore dell'ala posteriore mostra una linea mediana ed una linea di punti, sulla metà esterna, più marcate rispetto a C. parce (D'Abrera, 1986).

I sessi sono molto simili, ma nella femmina la fascia scura sulla metà distale dell'ala posteriore è più estesa.

L'apertura alare è di circa 32 mm.

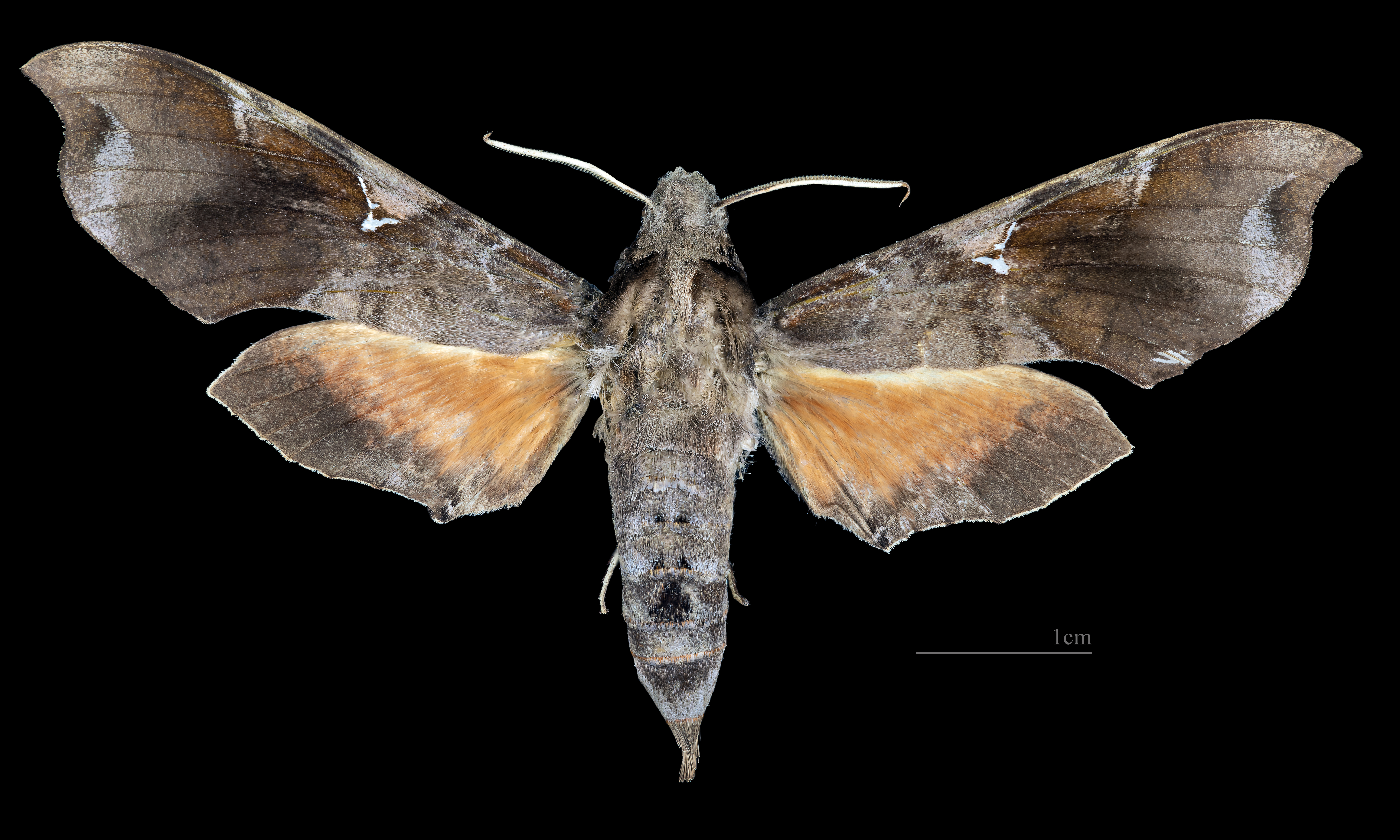
Callionima acuta ♀
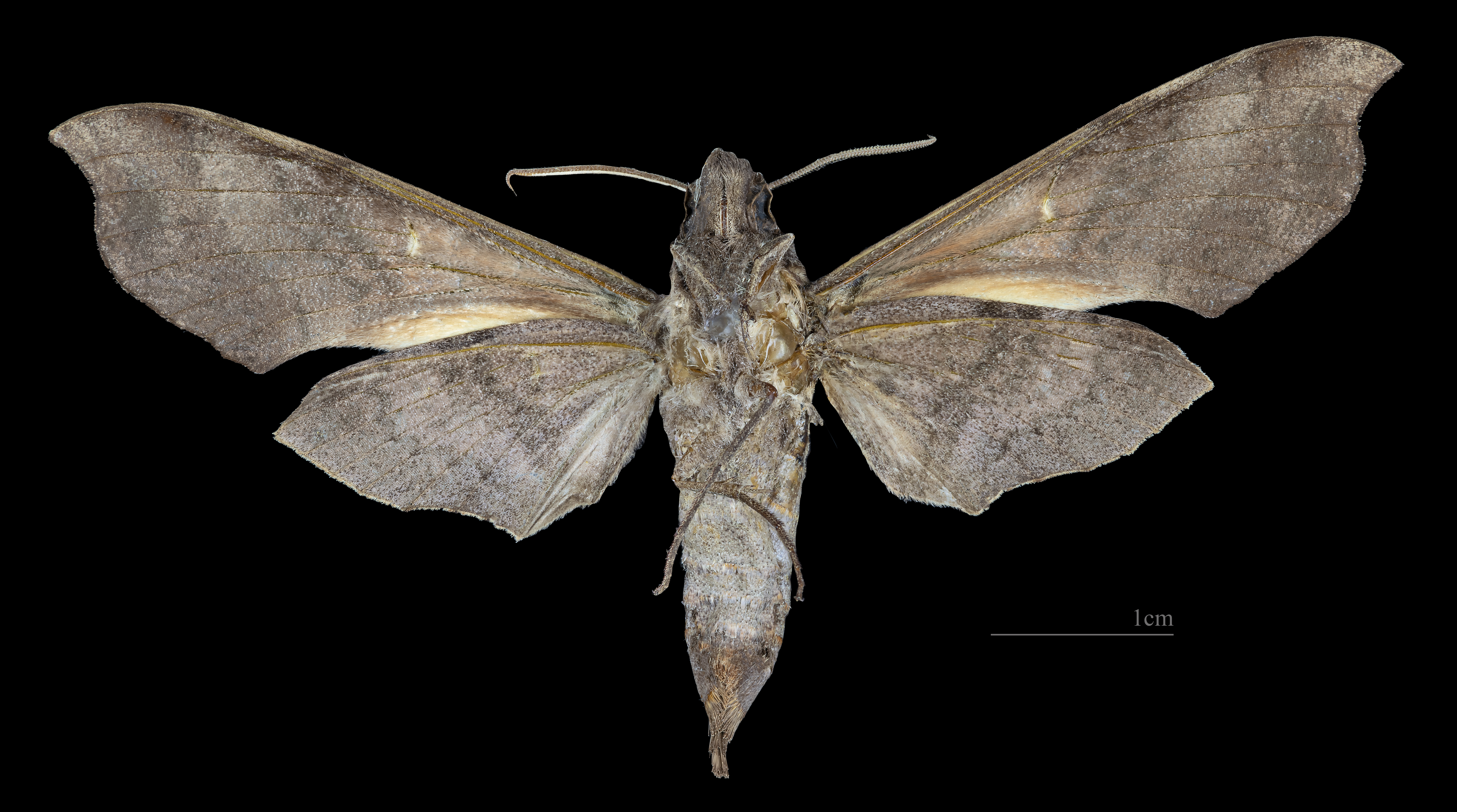
Callionima acuta ♀ △

### Larva
Dati non disponibili.

### Pupa
Le pupe si rinvengono libere nello strato di lettiera del sottobosco.

## Distribuzione e habitat
L'areale comprende il Brasile (locus typicus: Alliança), il Perù orientale e la Bolivia (Santa Cruz, La Paz).

## Biologia
Durante l'accoppiamento, le femmine richiamano i maschi grazie ad un feromone rilasciato da una ghiandola, posta all'estremità addominale.

### Periodo di volo
La specie è probabilmente multivoltina.

### Alimentazione
Dati non disponibili.

## Tassonomia

### Sottospecie
Non sono state descritte sottospecie.

### Sinonimi
È stato riportato un solo sinonimo:
- Hemeroplanes acuta Rothschild and Jordan, 1910